# HD205924
HD205924 — хімічно пекулярна зоря спектрального класу A8, що має видиму зоряну величину в смузі V приблизно 5,7.
Вона  розташована на відстані близько 174,0 світлових років від Сонця.

## Фізичні характеристики
Зоря HD205924 обертається 
дуже швидко 
навколо своєї осі. Проєкція її екваторіальної швидкості на промінь зору становить Vsin(i)=249км/сек.